# Ілішуа (Селаж)
Ілішуа (рум. Ilișua) — село у повіті Селаж в Румунії. Входить до складу комуни Сермешаг.
Село розташоване на відстані 405 км на північний захід від Бухареста, 20 км на північний захід від Залеу, 81 км на північний захід від Клуж-Напоки.

## Населення
За даними перепису населення 2002 року у селі проживали 722 особи.
Національний склад населення села:
| Національність | Кількість осіб | Відсоток |
| -------------- | -------------- | -------- |
| угорці         | 687            | 95,2%    |
| цигани         | 25             | 3,5%     |
| румуни         | 10             | 1,4%     |

Рідною мовою назвали:
| Мова      | Кількість осіб | Відсоток |
| --------- | -------------- | -------- |
| угорська  | 709            | 98,2%    |
| румунська | 13             | 1,8%     |